# Dacalana sangira
Dacalana sangira är en fjärilsart som beskrevs av Hans Fruhstorfer 1912. Dacalana sangira ingår i släktet Dacalana och familjen juvelvingar. Inga underarter finns listade i Catalogue of Life.